# 斯特內什蒂鄉 (久爾久縣)

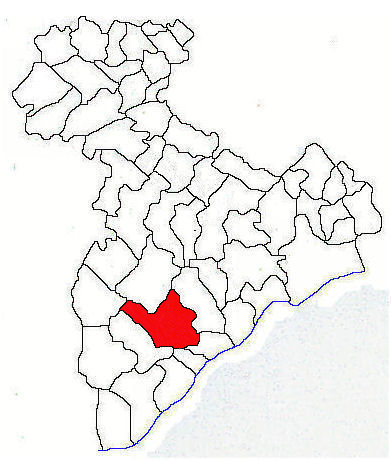
位于羅馬尼亞的南下方

43°56′06″N 25°50′33″E / 43.93500°N 25.84250°E
斯特內什蒂鄉（羅馬尼亞語：Comuna Stănești, Giurgiu），是羅馬尼亞的鄉份，位於該國南部，由久爾久縣負責管轄，面積96平方公里，海拔高度35米，2007年人口2,976，人口密度每平方公里31人。